# Psychoterapie
Psychoterapie je záměrné a cílené používání psychoterapeutických prostředků kvalifikovaným odborníkem – psychoterapeutem v souladu s vědeckými poznatky. Cílem psychoterapie je dosažení optimálního rozvoje osobnosti a odstranění resp. zmírnění psychického či fyzického utrpení jedince (úzkosti, deprese, vyhoření apod.).
Historicky je psychoterapie (léčba slovem) jednou ze tří základních léčebných metod. Dalšími jsou chirurgie (léčba nožem) a fytoterapie (léčba bylinou, srov. farmakologie). V současnosti je psychoterapie jedním z oborů v oblasti péče o zdraví. 
Psychoterapie obvykle probíhá mezi psychoterapeutem a jeho klientem (individuální psychoterapie), klienty z jedné rodiny (rodinná terapie) nebo nejbližšího okolí, případně skupinou klientů (skupinová psychoterapie). Mluví o svých tématech ve snaze dostat se k jejich hlubším souvislostem, lépe je pochopit, přijmout a někdy i nalézt vhodná vysvětlení nebo řešení.
Postupy, které člověk uplatňuje sám na sobě, ani činnost svépomocných skupin, které nebyly zřízeny psychoterapeutem, se za psychoterapii nepovažují, i když mohou mít ozdravný efekt.

## Psychoterapie v ČR
V Česku může být výkon psychoterapie zdravotní či sociální službou nebo službou v oblasti školství (obdoba pedagogických poraden). Může být také poskytována jako volná živnost na živnostenský list, a to buď samostatně nebo jako doplněk psychologie, profesního nebo rodinného poradenství a podobně.
Péči o zdraví reguluje občanský zákoník, zákon 258/2000 Sb. o ochraně veřejného zdraví a mnoho dalších. Lékařská psychoterapie je nástavbovým lékařským oborem, stejně jako třeba dětská kardiologie nebo gerontopsychiatrie.
Klinická psychologie je zase jednou z aplikovaných disciplín psychologie.
V oblasti zdravotnictví působí Česká psychoterapeutická společnost, součást České lékařské společnosti Jana Evangelisty Purkyně, Česká asociace pro psychoterapii (národní akreditující organizace Evropské asociace pro psychoterapii), seznam teraputů zvřejnily asociace i zdravotní pojišťovny

## Etický kodex psychoterapie
Mezi hlavními body kodexu jsou mlčenlivost, definovaný rámec psychoterapie (finanční vyrovnání, pravdivost), zákaz zneužívání klienta pro vlastní zájem (emoční, finanční, sexuální…), všestranná profesionalita či celoživotní vzdělávání.

## Psychoterapeutické školy
Od počátku dvacátého století se s rozvojem psychologie a psychologických léčebných postupů začala rozvíjet i psychoterapie. Zpočátku byla silně svázána s lékařskou praxí, později se stala samostatným nezávislým oborem. Rozvíjela se především v Evropě a USA. Psychologové ovlivnění různými kulturami a různými náboženstvími začali klást důraz na různé aspekty lidského myšlení a jednání, k nimž vytvářeli nové teorie a vypracovávali postupy, jak s klientem nejlépe pracovat. Za necelých sto let existence tak vznikla řada různých psychoterapeutických přístupů, které se často velmi liší a často se liší i jejich účinnost při řešení rozličných druhů problémů. Mnoho moderních psychoterapeutů tak užívá eklektické metody, kdy svůj přístup upravují podle aktuálních potřeb klienta.

### Psychoanalýza
Psychoanalýza je psychoterapeutická škola založená Sigmundem Freudem na přelomu 19. a 20. století. Freud zkoumal různé neurotické projevy svých pacientů a na základě vypozorovaných mechanismů začal vytvářet vlastní teorii duševních poruch. Analyzoval také sny svých pacientů a starou mytologii, což byly oboje významné zdroje informací o lidském nevědomí. Freudovy teorie významně ovlivnily celou psychologii 20. století a psychoanalýzu studovalo mnoho významných psychologů a filosofů. Psychoanalýza někdy bývá označována jako 1. vídeňská škola psychoterapie.

### Existenciální psychoterapie
Existenciální psychoterapie je založená na existenciální filosofii. Existenciální filosofové jako Søren Kierkegaard, Jean-Paul Sartre, Gabriel Marcel, Martin Heidegger přišli na přelomu 19. a 20. století s tématy lidské smrtelnosti, osamělosti, stárnutí, odpovědnosti za svoje činy a svobody. Velká část problémů se kterými přichází klienti do terapie se týká právě těchto oblastí. Proto se objevilo mnoho terapeutů, kteří začali v existenciální filosofii hledat inspiraci. Mezi významné existenciální psychoterapeuty se řadí: Irvin Yalom, Viktor Frankl a jeho žák Alfried Längle, Rollo May, Ludwig Binswanger, Medard Boss, Ronald David Laing, Emmy Van Deurzen. Ke konkrétním vyhraněným školám tohoto zaměření patří logoterapie či daseinsanalýza, ale i některé obory speciální, např. hagioterapie, přibližující se terapii pastorační.

### Humanistická psychoterapie
Humanistická psychoterapie vznikala v 50. letech 20. století a je velmi blízká existenciální psychoterapii. Carl Rogers založil na osobu zaměřenou psychoterapii. Ústředními rysy tohoto směru jsou: akceptace, empatie a aktivní naslouchání bez odsuzování klienta. Klient je veden k většímu sebeuplatnění – tedy k větší schopnosti být sám sebou. Zlí jazykové nazývají Rogersovskou terapii pro její nenásilný přístup Mhmmterapie.
Mezi další významné psychoterapeuty a psychology řadící se k humanistickému přístupu patří: Alfred Adler, Erik Erikson, Erich Fromm, Otto Rank, Harry Stack Sullivan.

### Kognitivní psychoterapie
Rozlišuje se dále na směry:
- racionálně emoční psychoterapie: pomáhá klientovi zpracovat jeho systém přesvědčení o světě, o problému, apod., aby ho převedl k jeho reorganizaci a reorientaci
- kognitivně sociální psychoterapie: práce ve skupině, konfrontace našeho způsobu hodnocení sebe-sama, situace, apod. se skupinou
- kognitivní-behaviorální terapie (KBT): rychlovarná, práce s konkrétním problémem, snaha o změnu chování a myšlení tak, aby se tento problém znovu neobjevil nebo alespoň snížil svou závažnost

### Behaviorální psychoterapie
Behaviorální psychoterapie vychází z toho, že veškeré poruchy chování jsou vlastně naučenými reakcemi a je pouze třeba nalézt vhodnou přeučovací metodu.

### Kognitivně behaviorální terapie
Kognitivně behaviorální terapie (KBT) je druh terapie obvykle používaný k léčbě depresí, úzkostných poruch, fóbií, poruch příjmu potravy a podobně. Spočívá v nahrazení patologických modelů chování modely, které jsou pro život vhodnější a racionálnější. Další snahou je objevit postupy, na nichž se jasně projeví posun v klientově myšlení či chování.

### Systemická terapie
Filozofickým pozadím systemické terapie je radikální konstruktivismus a sociální konstrukcionismus. Je jednak reakcí na rozvoj přírodních věd a kybernetiky „sebepozorujících se systémů“, jednak vznikla z potřeby překonat expertní modely psychoterapie. Terapeut není nezúčastněným expertem působícím "zvenku", ale vytváří spolu s klientem/y tzv. "terapeutický systém". Léčba tedy není kauzálním ovlivňováním směrem od odborníka ke klientovi, ale společným procesem, který vede k navyšování příležitostí vyvolat změnu systému zevnitř.

### Gestalt terapie
Gestalt terapie je psychoterapeutický přístup založený na osobní odpovědnosti a zážitku tady a teď. Ve 40. a 50. letech 20. století ji založili Fritz Perls, Laura Perlsová a Paul Goodman.

### Transformační systemická terapie
Transformační systemická terapie (Satirovská transformační terapie) vychází z modelu růstu založeném Virginií Satirovou a rozpracovaném jejími žáky, který klade důraz na osobnost terapeuta. Terapie je zážitková a zaměřená na pozitivní změny, k posílení sebeúcty, odpovědnosti, schopnosti rozhodovat a kongruence.

### Satiterapie
Satiterapie je český psychoterapeutický přístup založený na léčbě všímání (všímavost = sati) si skutečně probíhajících procesů prožívání, které se vyskytují mimo dosah slov. Je to psychoterapie integrující techniky psychodramatu, pohybového a výtvarného vyjadřování pro zvnějšnění prožívání s postupy zaměřenými introspektivně za účelem získání osvobozujícího vhledu do životně důležitých souvislostí.
Hlavním představitelem je Mirko Frýba.

### Body-psychoterapie
Body-psychoterapie (psychoterapie zaměřená na tělo) vychází z předpokladu funkční psychické a tělesné jednoty v osobnosti člověka a z možnosti přímé práce s tělem v rámci psychoterapie. Body-psychoterapeuti tak mohou využít kromě rozhovoru přístupy zaměřené na hlubší klientovo    uvědomění tělesného prožívání, na práci s dotekem, dechem nebo pohybem. Počátky body-psychoterapie jsou spojeny především s prací psychoanalytika Wilhelma Reicha. Body-psychoterapie v současnosti zahrnuje desítky různých směrů v Evropě sdružených do Evropské asociace pro body-psychoterapii (European Association for Body Psychotherapy – EABP), která je členem Evropské asociace pro psychoterapii (European Association for Psychotherapy – EAP).

### Transpersonální terapie
Je metoda transpersonální psychologie, využívající k léčbě psychických poruch a závislostí nestandardní metody práce s pacientem. Jednotlivé postupy veskrze přejaty z tradiční medicíny přírodních léčitelů. Patří mezi ně například holotropní dýchání ve spojení s muzikoterapií, binaurální vlny, vjemová deprivace či aplikace psychedelik. Léčba spočívá v navození stavů hluboké meditace, sebereflexe, transu a uvolnění cesty k podvědomí za účelem reintegrace osobnosti. Jedním ze zakladatelů transpersonální psychologie a jejích metod léčby je též psychiatr českého původu Stanislav Grof. Ten se svojí ženou vyvinul v 70. letech metodu holotropního dýchání. Uvedená metoda je založena na principu nefarmakologického docílení stavů blízkých stavům po požití psychotropních látek. Zároveň slouží též k docílení perinatálních prožitků, jejich znovuprožití a zakomponování do celku lidské psychiky.

### Integrovaná psychoterapie
Integrované terapie využívají principů více terapeutických metod. Známá je Integrovaná psychoterapie manželů Knoblochových, psychiatrů českého původu, kteří emigrovali do Kanady.

## Terapeutické sezení
Trvá zpravidla 45–90 minut. Mělo by být jasně prostorově ohraničené a je pravidlem, že co je řečeno v průběhu sezení, nedostává se za hranice místnosti. Výjimku tvoří pouze případy, kdy je např. v ohrožení něčí život, nebo kdy se klient přizná k vraždě. Výjimky jsou dány trestním zákoníkem č.40/2009 Sb., konkrétně § 367 (Nepřekažení trestného činu) a § 368 (Neoznámení trestného činu). Trestní zákoník stanovuje případy, kdy je nutné mlčenlivost porušit.
Cena hodinového terapeutického sezení v rámci živnostenské praxe se může značně lišit podle místa, praxe terapeuta, či jiných specifických okolností. Zpravidla se pohybuje od 1000 Kč/hodinu u zkušenějšího terapeuta, v Praze jsou sazby obecně vyšší než v jiných krajích, vyšší může být i cena párových setkání.

### Online psychoterapie
Po roce 2015 se i v souvislosti s pandemií covid-19 rozvíjí online psychoterapie. Tímto pojmem se označuje terapeutický proces, při němž nedochází k osobnímu setkávání terapeuta se svým klientem. Videorozhovor je veden na dálku, přičemž se využívá různých online platforem. Výsledky studií naznačují, že efekt videorozhovoru je pro některé terapie srovnatelný s osobním rozhovorem, v některých případech dokonce i lepší. Online psychoterapie se tak stává dobrým doplňkem osobní terapie pro klienty, kteří z časových či geografických důvodů nemohou absolvovat sezení, ale na straně terapeuta vyvstává vyšší nárok na vytvoření pevného terapeutického vztahu.

## Významní terapeuti
- Alfred Adler
- Ludwig Binswanger
- Medard Boss
- Milton Erickson
- Erik Erikson
- Sigmund Freud
- Hans Eysenck
- Viktor Emil Frankl
- Eugene Gendlin
- Stanislav Grof
- Karen Horneyová
- Carl Jung
- Ferdinand Knobloch
- Ronald David Laing
- Alfried Längle
- Abraham Maslow
- Rollo May
- Jakob Levy Moreno
- Fritz Perls
- Carl Rogers
- Virginie Satirová
- Burrhus Frederic Skinner
- Harry Stack Sullivan
- Irvin Yalom